# مطار لا بالما
مطار لا بالما (بالإسبانية: Aeropuerto de La Palma) (إياتا: SPC، إيكاو: GCLA) هو مطار يقع في برينا باجا وفيلا دي مازو، على بعد 8 كم جنوب مدينة سانتا كروز دي لا بالما في لا بالما في جزر الكناري. يتم تشغيله بواسطة إدارة المطارات الإسبانية والملاحة الجوية، التي تدير غالبية المطارات المدنية في إسبانيا.
يخدم المطار بشكل أساسي شركتا بينتر كنارياس و كناري فلاي، مع رحلات جوية من الجزر من تينيريفي وغران كناريا، ولكن هناك رحلات إلى المدن الرئيسية في أوروبا ورحلات طيران موسمية من ألمانيا والمملكة المتحدة والدول الاسكندنافية وهولندا.
في عام 2018، استقبل المطار 1,420,277 مسافرًا في 22,033 عملية تم التعامل معها. بلغ إجمالي حركة الشحن 565 طنًا.
يتميز الموقع الجغرافي لمطار لا بالما بامكانية التقاط صور الطائرات خلال الاقلاع او الهبوط من المدرج، ويستقطب المطار سنويا العديد من عشاق تصوير الطائرات، كما أن الصور التي يتم التقاطها في هذا المطار تتميز بواجهة خلفية رائعة نظرا لقرب مدرج الطائرات من البحر.

## تاريخ
في 19 فبراير 1921، حصلت شركة ماريتيمو كناريا آنذاك على إذن من وزارة النقل لإنشاء خدمة جوية على ساحل تازاكورت. في أوائل الخمسينيات من القرن العشرين، تم وضع خطط لبناء مطار جديد. ومع ذلك، كان اختيار الموقع صعبًا، حيث أن جزيرة لا بالما جبلية للغاية وتوفر القليل من الأراضي المسطحة بالقرب من العاصمة. لذلك تقرر بناء مطار يسمى بينافيستا دي آريبا، والمعروف أيضًا باسم بوينا فيستا، على بعد حوالي ثلاثة كيلومترات غرب عاصمة الجزيرة، سانتا كروز، على ارتفاع 350 مترًا. تم افتتاح هذا المطار في 22 سبتمبر 1955 للطيران المدني وأولى الرحلات السياحية. في عام 1958، تلقى المدرج 03/21، بطول حوالي 1000 متر، سطحًا إسفلتيًا. عملت هناك طائرات من نوع دوغلاس دي سي 3. لا يزال مدرج الطائرات وبرج المراقبة السابقان وكذلك مبنى محطة المطار، الذي تم تحويله منذ ذلك الحين إلى منزل خاص، موجودين حتى اليوم.
نظرًا لأن مطار بوينافيستا لم يكن مستدامًا على المدى الطويل بسبب ظروف الرياح والطقس الصعبة، فقد تم افتتاح مطار جديد بالقرب من مازو، على بعد حوالي ثمانية كيلومترات جنوب سانتا كروز، في 15 أبريل 1970. ونظرًا لحجم حركة المرور الكبير، تم تمديد المدرج لاحقًا بحوالي 500 متر إلى الشمال. تم الانتهاء منه في 1 أبريل 1980، وظل دون تغيير حتى يومنا هذا.
ومع ذلك، فإن موقع المطار معرض أيضًا للرياح الخطيرة - أثناء ظروف الرياح الغربية النادرة، يمكن أن تحدث تيارات هوائية هابطة من المنحدرات الجبلية عدة مرات في السنة، وخلال هذه الظروف يجب إيقاف حركة المرور الجوي جزئيًا أو كليًا. في واحدة من أطول الحوادث من هذا النوع، بين 6 و10 أبريل 2008، تم إلغاء حوالي ثلاثة أرباع جميع حركات الرحلات الجوية، وكان لا بد من إغلاق المطار مؤقتًا تمامًا. تم تحويل العديد من رحلات الطيران إلى مطار تينيريفي الجنوبي. اضطر أكثر من 1500 مسافر إلى استخدام رحلات العبارات أو البقاء في تينيريفي أو إحدى الجزر الأخرى.
في عام 2021، تأثر المطار بثوران بركان كومبري فيجا. وبسبب الرماد البركاني على أرض المطار، كان لا بد من إيقاف العمليات تمامًا لبعض الوقت.

## النقل والمواصلات

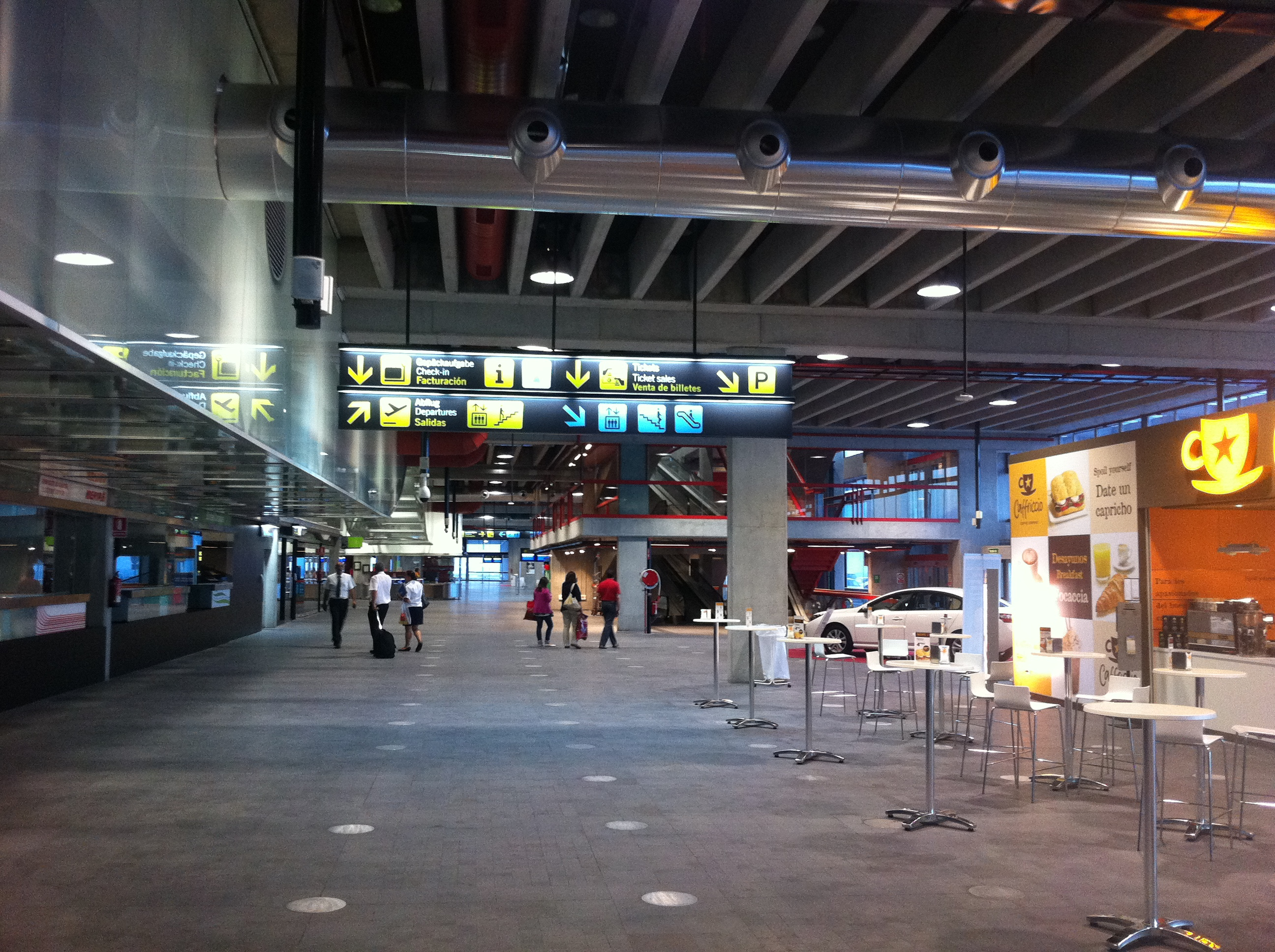
مطار لا بالما

### الحافلات
يمكن الوصول لمطار لا بالما عبر الحافلات رقم 500 والتي تربط مطار لا بالما و مدينة سانتا كروز دي لا بالما، يتوفر هذا الخط كل 30 دقيقة. يتم تشغيل هذا الخط من طرف شركة تيلب من السابعة صباحا الى العاشرة مساءاً.

### سيارات الأجرة
تتوفر سيارات الأجرة في مطار لا بالما من السادسة صباحا الى العاشرة مساءاً.

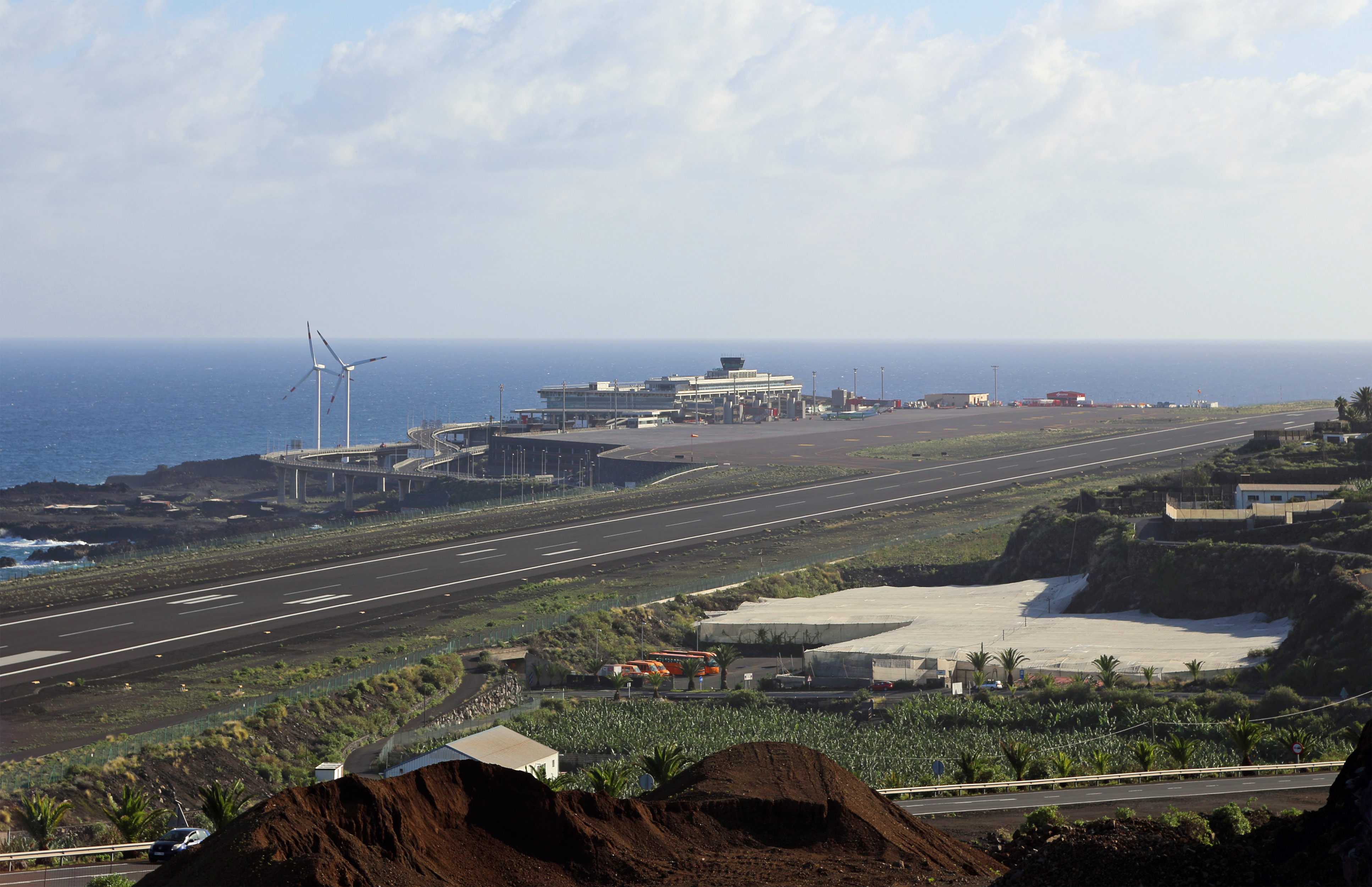
مدرج مطار لا بالما

## شركات الطيران والوجهات
قائمة شركات الطيران التي تقدم رحلات جوية منتظمة أو موسمية من والى مطار لا بالما:
| شركات الطيران    | الوجهات                                                                          |
| ---------------- | -------------------------------------------------------------------------------- |
| بينتر كنارياس    | غران كناريا، لانزاروت، تنريفي الشمالي، تنريفي الجنوبي رحلات موسمية: فويرتيفنتورا |
| كناري فلاي       | غران كناريا، تينرفي الشمالي                                                      |
| كوندور           | دوسلدورف، فرانكفورت، هامبرغ، ميونخ                                               |
| ديسكوفر          | رحلات موسمية: فرانكفورت                                                          |
| إيزي جيت         | رحلات موسمية: برلين                                                              |
| إلدويس           | رحلات موسمية: زورخ                                                               |
| يورو وينجز       | رحلات موسمية: دوسلدورف، هامبرغ، ستوتغرت                                          |
| ايبيريا          | مدريد رحلات موسمية: مالقة، سانتياغو دي كومبوستيلا                                |
| لوكس إير         | رحلات موسمية: لوكسمبرغ                                                           |
| مرابو            | ميونخ                                                                            |
| سمارت وينجز      | رحلات موسمية: براغ                                                               |
| ترانسافيا        | امسترادم                                                                         |
| توي للطيران      | لندن غاتويك، مانشستر                                                             |
| توي فلاي هولاندا | رحلات موسمية: امستردام، آيندهوفن                                                 |
| فيولينغ          | برشلونة                                                                          |

## الاحداث
تسبب ثوران بركان كومبري فيجا عام 2021 في لا بالما في إيقاف عمليات المطار مؤقتًا.

## إحصائيات

### الخطوط الجوية الأكثر حركة من وإلى مطار لا بالما
[edit]
| الرتبة                         | الوجهات     | عدد المسافرين | التغيير 2022 / 23 |
| ------------------------------ | ----------- | ------------- | ----------------- |
| 1                              | دوسلدورف    | 26,165        | 29%               |
| 2                              | فرانكفورت   | 18,724        | 20%               |
| 3                              | ميونخ       | 16,663        | 38%               |
| 4                              | امستردام    | 16,652        | 37%               |
| 5                              | هامبورغ     | 16,259        | 21%               |
| 6                              | لندن غاتويك | 16,045        | 36%               |
| 7                              | بيلوند      | 10,280        | 109%              |
| 8                              | كوبنهاغن    | 9,058         | 160%              |
| 9                              | ستوتغارت    | 8,715         | 43%               |
| 10                             | مانشستر     | 7,109         | 41%               |
| المصدر: إحصائيات الحركة الجوية |             |               |                   |

| الرتبة                         | الوجهات                | عدد المسافرين | التغيير 2022 / 23 |
| ------------------------------ | ---------------------- | ------------- | ----------------- |
| 1                              | تنريفي الشمالي         | 688,879       | 9%                |
| 2                              | غران كناريا            | 228,790       | 8%                |
| 3                              | مدريد                  | 179,014       | 4%                |
| 4                              | تنريفي الجنوبي         | 53,392        | 110%              |
| 5                              | برشلونة                | 17,974        | 58%               |
| 6                              | لانزاروت               | 17,030        | 32%               |
| 7                              | بلباو                  | 8,640         | 55%               |
| 8                              | فويرتيفنتورا           | 5,872         | 5%                |
| 9                              | سانتياغو دي كومبوستيلا | 1,254         | 92%               |
| 10                             | مالقة                  | 1,115         | خط جوي جديد       |
| المصدر: إحصائيات الحركة الجوية |                        |               |                   |